# Eva (1994)
Eva is een Nederlandse televisiefilm die Theo van Gogh in 1994 maakte voor de VARA. De film werd in de serie Ouderen uitgezonden. De hoofdrollen zijn voor Yoka Berretty en Ton Lensink.

## Verhaal
Na het overlijden van haar man probeert een oudere vrouw een nieuw leven te beginnen. Ze wordt verliefd op een medebewoner uit het tehuis waar ze ook na het overlijden van haar man is blijven wonen. Erotiek speelt een belangrijke rol in hun relatie en beiden voelen zich weer net zo jong en mooi als vroeger. De medebewoners kijken vol verbazing naar het stel en begrijpen niet dat de man met een dementerende vrouw is getrouwd. Het paar trekt zich hier echter niets van aan en zet de relatie voort, totdat de man sterft. De ontroostbare vrouw wordt bijgestaan door een bevriende violist die het verdriet probeert de verzachten.

## Rolverdeling
| Acteur           | Personage |
| ---------------- | --------- |
| Hoofdrollen      |           |
| Yoka Berretty    |           |
| Ton Lensink      |           |
| Bijrollen        |           |
| Lodewijk De Boer |           |
| Cox Habbema      |           |
| Jaap Hoogstra    |           |
| Jeanne Roos      |           |
| Nienke Sikkema   |           |